# Camptopoeum warnckei
Camptopoeum warnckei är en biart som beskrevs av Patiny 1999. Camptopoeum warnckei ingår i släktet Camptopoeum och familjen grävbin. Inga underarter finns listade.